# Sedisprivationismus
Der Sedisprivationismus (von lateinisch sedes (Genitiv sedis) für Sitz und privare für berauben) ist die Bezeichnung für eine theologische Auffassung, nach der angenommen wird, dass ein Papst dann nicht rechtmäßig als Papst handeln könne, wenn er nur materialiter, aber nicht auch formaliter Papst sei, und dass dieser Zustand infolge der Verbreitung von Häresien durch die nachkonziliaren Päpste eingetreten sei. Im Unterschied zum Sedisvakantismus geht der Sedisprivationismus nicht davon aus, dass der päpstliche Stuhl vakant, also unbesetzt sei, sondern nimmt an, dass die Person, die den Stuhl Petri tatsächlich besetzt, aufgrund eines Defekts die päpstliche Gewalt nicht rechtmäßig ausüben kann.

## Entstehung
Der Sedisprivationismus geht auf den französischen Dominikaner Michel Guérard des Lauriers zurück und wurde zunächst als Cassiciacum-These bekannt, weil Lauriers seine Überlegungen im Mai 1979 in der Zeitschrift Cahiers de Cassiciacum veröffentlichte. Lauriers ging davon aus, dass die Päpste Paul VI. (spätestens seit 1965) und Johannes Paul II. nicht formaliter Inhaber des Petrusamts waren, weil sie in der Folge des II. Vatikanischen Konzils dem Modernismus anhingen.

## Anhänger
Lauriers ließ sich 1981 ohne Genehmigung des Heiligen Stuhls zum Bischof weihen und weihte seinerseits drei Priester, Günther Storck, Robert McKenna und Frank Munari, zu Bischöfen, die zumindest teilweise sedisprivationistische Standpunkte vertraten. Auch dem ebenfalls außerhalb der Amtskirche stehenden Bischof Martín Dávila Gándara werden sedisprivationistische Positionen zugerechnet. Außerdem werden Lauriers Positionen vom Istituto Mater Boni Consilii, dem er auch sein Vermögen vermachte, weiter vertreten.
Der Gedanke, der amtierende Papst könne sein Amt wegen Irregularien seiner Lehre nicht oder nicht richtig ausüben, wird auch in neuerer Zeit im Hinblick auf Papst Franziskus vertreten. So weisen Äußerungen von Bischof Jan Paweł Lenga oder dem exkommunizierten Erzbischof Carlo Maria Viganò in diese Richtung.